# Gustav al III-lea al Suediei
Gustav al III-lea (n. 24 ianuarie 1746, The Royal Court Parish⁠(d), Comitatul Stockholm, Suedia – d. 29 martie 1792, The Royal Court Parish⁠(d), Comitatul Stockholm, Suedia) a fost rege al Suediei din 1771 până la moartea sa în anul 1792. A fost fiul cel mare al regelui Adolf Frederick al Suediei și al reginei Louisa Ulrika a Prusiei, sora lui Frederick cel Mare.

În 1766 s-a căsătorit cu Sophia Magdalena a Danemarcei, fiica lui Frederic al V-lea al Danemarcei. Gustav al III-lea a avut doi copii: Gustav IV Adolf rege al Suediei și Carl Gustav duce de Småland mort în 1783 la vârsta de un an.
În timpul succesorilor lui Carol al XIII-lea, Frederic I și Adolf Frederic, Suedia a trecut prin așa-zisa Epocă a Libertății. Puterea politică aparținea în întregime Parlamentului (Riksdag), instituție formată din patru camere: a nobililor, clericilor, burghezilor și țăranilor. Constituționalismul suedez e adesea comparat cu sistemul parlamentar din Anglia secolului al XVIII-lea, dar în practică ele erau foarte diferite. Adolf Frederic, tatăl lui Gustav, a fost descris de un contemporan englez ca având „titlul de rege, dar nu și privilegiile unui supus”. Spre deosebire de omologul său de pe tronul englez, regele suedez nu avea puterea de a convoca sau dizolva parlamentul. El putea numi miniștri, dar nu oricum, ci dintr-o serie de candidați alcătuită de Riksdag; în plus, nu îi putea demite. Din alte puncte de vedere, sistemul suedez prezenta o serie de particularități ce puteau fi considerate „progresiste”: spre exemplu, femeile calificate puteau vota în alegerile pentru cele două camere inferioare.
Gustav preia tronul unei Suedii corupte în februarie 1771. La acel moment, regatul său era al doilea ca întindere pe continent, după Rusia – nu vorbim doar de teritoriul Suediei de azi, ci și de Finlanda și un teritoriu în Germania (nordul Pomeraniei). În Finlanda, proprietarii de pământuri și negustorii erau de origine suedeză, iar în Pomerania populația era vorbitoare de germană și tindea să se identifice cu germanii din sud. În plus, populația regatului lui Gustav era dispersată pe un teritoriu foarte vast, ocupând de fapt mai mult părțile sudice.
Gustav se face remarcat printr-o anumită calitate pe care nu o prea întâlnim la alți monarhi: talentul literar: el a fost cel mai bun dramaturg de limbă suedeză înainte de Johan Strindberg. În plus, era un excelent vorbitor în public, ceea ce s-a dovedit a fi un mare avantaj în fața Riksdag-ului. Totuși, el nu a reușit să inspire celorlalți respect, poate din cauza faptului că era o persoană duplicitară, prefăcută.  Ministrul britanic la Stockholm scria despre rege că „viața lui e o permanentă scenă de intrigi și suspiciuni”. Gustav al III-lea nu aprecia loialitatea și avea o tendință de a se întoarce împotriva colaboratorilor, chiar și atunci când aceștia îi rămâneau fideli. De aceea, majoritatea asociaților lui s-au întors împotriva sa.
În Suedia, soarta lui Gustav al III-lea a fost decisă de contextul vremurilor respective: slăbiciunea economică a țării sale, opoziția înverșunată a claselor sociale care, altundeva, ar fi putut fi un sprijin al Coroanei, influența crescândă a curentului revoluționar din Franța. Astfel, chiar dacă ar mai fi trăit, Gustav al III-lea nu ar fi putut merge, probabil, atât de departe precum și-ar fi dorit. În plus, el este liderul de secol XVIII care, mai mult decât alți contemporani de-ai săi, anticipează trăsăturile îngrijorătoare ale politicii tipice primei jumătăți a secolului XX.

## Sursă
- http://www.historia.ro/exclusiv_web/portret/articol/gustav-al-iii-lea-al-suediei-despotul-uitat-al-epocii-luminilor Arhivat în 25 februarie 2014, la Wayback Machine.